# Dancing Blade 任性桃天使！
《Dancing Blade 任性桃天使！》（Dancing Blade かってに桃天使!）為科樂美發售之互動式動畫。
遊戲一輪需要30分鐘左右，利用動畫中特定時機出現的選項使故事產生分歧，是一款多重結局冒險遊戲。
動畫製作公司為京都動畫。

## 作品系列
PlayStation
- Dancing Blade 任性桃天使!（Dancing Blade かってに桃天使!）
1998年8月27日
- Dancing Blade 任性桃天使!II 〜Tears of Eden〜（Dancing Blade かってに桃天使!II 〜Tears of Eden〜）
1999年3月18日

廣播劇CD
- Dancing Blade 任性桃天使!～外傳～第一章 秘境水龍傳說（DANCING BLADE かってに桃天使!～外伝～第一章 秘境水龍伝説）
1999年2月26日
- Dancing Blade 任性桃天使!～外傳～第二章 桃姬冒險物語～邂逅～（DANCING BLADE かってに桃天使!～外伝～第一章 桃姫冒険物語～出会い～）
1999年4月2日

Dreamcast
- Dancing Blade 任性桃天使!完全版（Dancing Blade かってに桃天使!完全版）
1999年9月2日
- Dancing Blade 任性桃天使!II 〜Tears of Eden〜完全版（Dancing Blade かってに桃天使!II 〜Tears of Eden〜完全版）
1999年9月30日

UMD-Video（PlayStation Portable）
- Dancing Blade 任性桃天使!（Dancing Blade かってに桃天使!）
2006年3月16日

## 概要
故事描寫一位從桃子中誕生的少女「桃姬」，為了尋找自己出生的秘密，與同伴們展開的種種冒險。天真少根筋的少女小狗、性感的大姐姐稚女、身穿鎧甲孔武有力的高大男人猿吉等故事中的角色，構想皆來自日本童話桃太郎，除此之外亦有其它童話角色登場（主角不屬於任何童話故事，設定上是桃姬兒時玩伴的少年）。
故事分歧及結局只有數種模式，遊戲性並不是很高，因此也有與其稱之為遊戲不如稱之為「多重結局OVA」更為妥當的評價。實際上於2006年發售的PlayStation Portable版並非遊戲，而被歸類為使用UMD-Video功能的「影像軟體」。
Dancing Blade 任性桃天使！
- 嚴肅篇（打鬼篇）

得知巨大之鬼傳聞的桃姬等人，與國皇軍的眾鬼討伐隊一同搭乘戰艦前往鬼島，途中遇到了機械海魔襲擊，主角及桃姬皆掉入了海中，兩人漂流到鬼島上與一位名叫幼竹的少女相遇。
- 搞笑篇

主角前往打鬼的途中，在首都因食物中毒而昏倒。稚女和小狗擅自替主角治療卻老是使病情惡化，就在此時兩人聽說了一種能治療各種疾病的秘藥，於是兩人為了尋找秘藥潛入被稱為鬼屋的千振研究所……。
Dancing Blade 任性桃天使!II〜Tears of Eden〜
- 世界樹篇

- 龍宮城篇

## 登場人物
桃姬（聲優：桑島法子）
年齡：16歲 身高：159cm 體重：46kg 生日：3月3日 星座：雙魚座 血型：A型 三圍：B83/W58/H85 喜歡的東西：煙火 討厭的東西：蝗蟲 興趣：吃東西
在忍者村裡長大的活潑開朗、富正義感的女孩。特徵是長度及腰的馬尾與粉紅色迷你裙風格、明顯展現出身體曲線的忍者裝。腰間佩帶著出生時就得到的神秘短刀·白桃丸，可解放其蘊藏的力量使桃姬變身為桃天使。
有一天，桃姬得知了自己是從桃子出生，於是為了尋找自己出生的秘密踏上旅途。
在插畫及電話卡等圖片上，是作品中最多殺必死圖片的角色。
桃天使（聲優：桑島法子）
桃姬因神祕的聲音指引而覺醒後的模樣，白桃丸的外型也會跟著改變。
變身時會從桃姬的人格切換成桃天使的人格，因此比平常更冷靜凜然。
武器為巨大化的白桃丸。
變身為桃天使時白桃丸會有魔力覆蓋刀身，能供桃姬搭乘於空中戰鬥，或是讓刀身變化當成盾使用，可以充分發揮白桃丸的能力。
具有壓倒性的戰鬥能力，可以用白桃丸將近千尊天使雕像的攻擊彈開並同時瞬間擊滅，或是把巨大之鬼的光線一分為二等等，強度在作品中屬最強等級。
似乎為了償還前世所犯的罪而落入不淨之地，在作品中未詳細說明。
在Ⅱ的OP裡有與神秘人物在雲海上戰鬥的場面，似乎是轉生成桃姬之前的桃天使。
主角（公丸）（聲優：緒方惠美）
年齡：15歲 身高：166cm 體重：53kg 生日：8月6日 星座：獅子座 血型：A型 喜歡的東西：書 討厭的東西：吵鬧的地方 興趣：學魔法
隨處可見的平凡少年，個性老實且心地善良，是個一旦下定決心不做到底不善罷甘休的拼命三郎。
和桃姬互為兒時玩伴，並對桃姬有著超過兒時玩伴的感情。
非常喜愛看書，在書店前無法過而不入，也因此很博學，在魔術、陰陽道、鬼道都有專家以上的知識。戰鬥中也擅長能給予對方損傷的魔法彈等攻擊咒文，而且還能召喚式神。
在作品中非常受女性喜愛，但同時也會為他帶來不幸及厄運。
小狗（聲優：白鳥由里）
年齡：15歲 身高：153cm 體重：47kg 生日：11月10日 星座：天蠍座 血型：B型 三圍：B85/W57/H87 喜歡的東西：河豚 討厭的東西：栗子 興趣：睡午覺
稚女（聲優：楢橋美紀）
年齡：16歲 身高：167cm 體重：51kg 生日：8月31日 星座：室女座 血型：O型 三圍：B92/W59/H90 喜歡的東西：關東煮（雞蛋） 討厭的東西：冷（手腳冰冷） 興趣：揮打鞭子、用蠟燭燙人
猿吉（聲優：上田祐司）
年齡：不詳 身高：230cm 體重：不明 生日：不明 星座：不明 血型：O型 喜歡的東西：女人 討厭的東西：麻煩的事 興趣：強化武裝
幼竹（聲優：宮村優子）
破竹（聲優：子安武人）
幼竹手下的超美形青年，實質的鬼島統帥。頭腦非常靈光，也深受幼竹信賴。原本出生為貴族，父親是第三皇子。在權力鬥爭的漩渦中，親眼看著父母親被叔父一家人殺害。
逃離追兵途中身受重傷，在力氣用盡臨死之前被幼竹所救，之後就一直跟隨著幼竹。
發現幼竹的才能後，打算利用她的才能消滅殺害父母的王族，燃起了支配世界的野心，背叛了幼竹。
巨大之鬼
幼竹創造的終極生命體，從幼態→第二形態→最終形態逐漸進化。
透過龍頸之玉的力量成長，有了自我意識，因此用觸手吞噬殺害了原本無法忤逆的破竹。
受到桃姬等人的攻擊被一度打倒，可是卻靠著破竹竄改的程式以幼竹都無法想像的再生能力進化，把桃姬等人逼得走投無路，最後是由覺醒後的桃天使破壞龍頸之玉將其消滅。
DC版中桃天使闖入其體內時，追加了用觸手捲起桃天使胸部的場面。
Dancing Blade 任性桃天使!II〜Tears of Eden〜
鈴菜（聲優：坂本真綾）
穆迦爾（聲優：難波圭一）
搭乘巨大飛行船來到首都的異國大使。
是人類稱為「神」的人種，似乎知道桃姬出生的秘密。
戰鬥力勝過桃天使，面對桃天使全力的斬擊可以一步不動擋回去。
平常冷靜溫厚，不論任何人都無法使他動搖，但這是「自己身為神」的驕傲所帶來的從容。
具有在談話時不會表露任何情感的異常自尊心，因此當侵犯到他的自信時，精神上會表現得格外脆弱。
最後在作品中都並未說明他為何來到不淨之地迎接桃姬。
密札爾（聲優：笠原留美）
侍奉穆迦爾的三位精靈之一。
個性謹慎，擁有千里眼。認為決定與人生活的桃姬是愚蠢的存在，因此想要排除掉桃姬，最後卻被桃天使一擊打倒。
依娃札爾
侍奉穆迦爾的三位精靈之一。
由於擁有預知未來的能力，因此都不主動開口，在3人之中個性最為溫順。
最後和密札爾同樣被桃天使一擊打倒。
琪卡札爾（聲優：增田由紀）
侍奉穆迦爾的三位精靈之一。
是擁有順風耳的精靈，在3人之中最具攻擊性且自尊心最為強烈。
最後和密札爾同樣被桃天使一擊打倒。
看到穆迦爾被桃天使打倒後，和另外兩人不知消失到了哪裡。
甲姬（聲優：三石琴乃）
乙姬（聲優：那須惠）
丙姬（聲優：笠原留美）
丁姬（聲優：增田由紀）
龍魔王（聲優：内海賢二）

## 主要工作人員
- 製作人：熊坂省吾
- 程式：川本典男
- 2D繪圖：熊坂省吾、中山大輔
- 數位編輯：今泉健一郎
- 音效製作人：阪上登
- 音響監督：阪上登
- 效果：
- 音樂：阪上登

## 動畫製作
- 監督：石原立也
- 演出：石原立也
- 作畫監督：武本康弘
- 特效監督：北之原孝將
- 動畫：京都動畫大阪工作室、
- 色彩設定：石井祥子
- 數位製作：京都動畫數位開發部、山本寬
- 美術設定：森川篤
- 美術監督：鵜之口穰二
- 制作製作人：八田陽子
- 人物設定：武本康弘
- 機械設定：桃姬Project
- 機械設定協力：小川浩
- 動畫製作人：八田英明

## 外部連結
- Dancing Blade 任性桃天使！UMD版官方網站（页面存档备份，存于）